# Asnières-sur-Saône
Asnières-sur-Saône – miejscowość i gmina we Francji, w regionie Owernia-Rodan-Alpy, w departamencie Ain.

## Demografia
Według danych na rok 2020 gminę zamieszkiwało 76 osób, a gęstość zaludnienia wynosiła 16,2 osób/km².